# Aix sponsa
L'anatra sposa (Aix sponsa Linnaeus, 1758) è un uccello anseriforme appartenente alla famiglia degli Anatidi.

## Etimologia
Il nome del genere, Aix, è un nome greco menzionato da Aristotele: si riferisce a un uccello, e significa «piccola oca», «svasso», «anatra», anche se è un termine indefinito. Il termine indicante la specie, sponsa, deriva dal latino e significa «promessa sposa», «una sposa». Si tratta dunque di un «uccello acquatico in abito da sposa».

## Descrizione

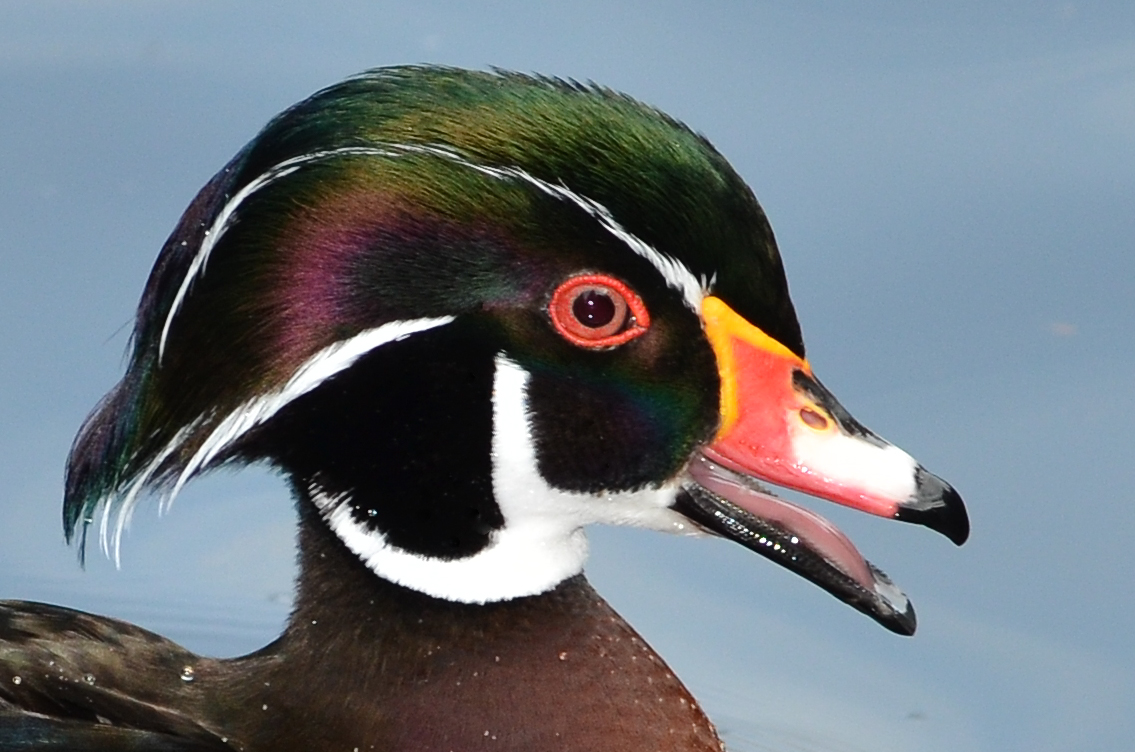
Testa del maschio

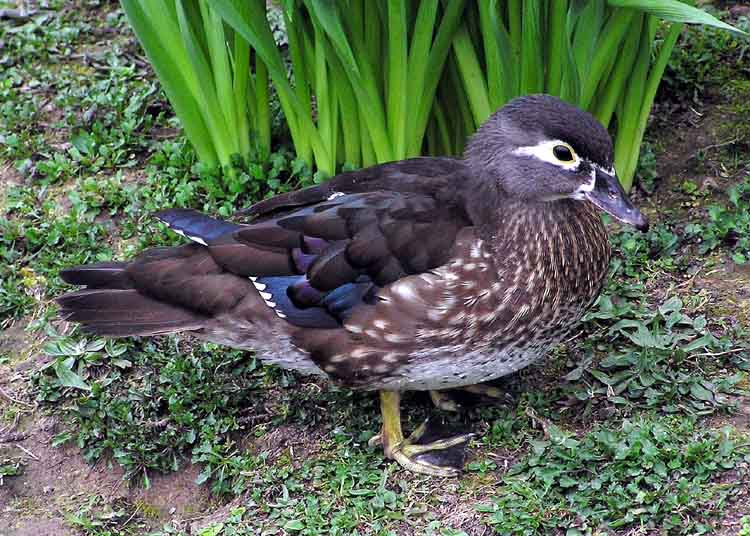
Una femmina

È un'anatra piuttosto compatta lunga 47–55 cm; ha un peso medio sui 550-870 g e un'apertura alare di 66–73 cm. Anche il maschio di questa specie, come la conspecifica asiatica anatra mandarina (Aix galericulata), sfoggia una livrea nuziale dagli splendidi colori che fa sì che essa sia l'uccello acquatico americano più variopinto. Come spesso accade, nonostante la colorazione sgargiante, quest'anatra risulta comunque essere mimetica nel proprio ambiente acquatico all'ombra della vegetazione sporgente. Anche il maschio dell'anatra sposa, come il cugino asiatico, presenta un abbondante ciuffo di penne erettili; mancanti sono però le penne laterali allungate delle guance tipiche dell'anatra mandarina maschio. La testa è verde scuro metallico con parti superiori cangianti e una zona laterale dorso-posteriore all'occhio di colore bronzo-viola cangiante; dello stesso colore è la parte terminale del ciuffo. Le guance sono nere velluto con riflessi verdastri.
Tutta la testa è interessata da righe bianche dal disegno caratteristico: bianco è il sottogola e due strisce verticali che si spingono dal sottogola verso la parte dorsale a livello della guancia e che si interrompono a circa metà testa; bianca è anche una striscia sopraciliare che parte da ciascuna parte basale, latero-dorsale del becco, continua lungo tutta la testa e confluisce, a livello di ciuffo, in un'altra striscia bianca che parte un po' posteriormente all'occhio.
Il petto è rosso-bruno regolarmente punteggiato di bianco; continuazione del petto e ventre sono bianchi. I lati del corpo sono marrone-cuoio-cannella finemente brinati di chiaro. Sempre lateralmente, tra petto e fianchi vi è una striscia bianca seguita da una striscia nera entrambe verticali.
Il dorso e la coda sono bruno-nerastri scuri. Prima della coda, lateralmente, dopo la parte bruno cannella vermicolata di chiaro, vi sono delle linee curve verticali bianche e nere e poi una porzione di un colore simile a quello del petto.
L'ala, dorsalmente, è bruno scura con ampio specchio alare blu-cangiante bordato, a livello distale, di bianco. Il sotto-ala è grigio chiaro sfumato di scuro posteriormente e macchiettato di scuro anteriormente. Il becco è molto variopinto, rosso con un bordino giallo a livello di attaccatura dorsale; la ranfoteca inferiore e la parte dorsale della ranfoteca superiore, unghia inclusa, sono nere; la parte laterale sotto la narice è color carnicino-biancastra. L'occhio, nei maschi adulti, è rosso acceso, con rima palpebrale pure rossa. Le zampe sono gialle sfumate di grigiastro.
Le femmine, dalle livree più dimesse, assomigliano molto alle femmine di anatra mandarina ma, rispetto a queste, hanno la zona bianca che circonda e ingloba l'occhio di dimensioni più grandi; anche il becco delle femmine di anatra sposa ha dimensioni maggiori con colorazione grigio scura e unghia nera invece che biancastra. Il dorso nelle anatre spose femmine, rispetto alle femmine di mandarina, è più scuro e di colore verde-marrone lucido; infine le femmine di anatra sposa appaiono più grandi, più lunghe e con una fronte meno appuntita e zampe più corte (dalla colorazione simile a quelle dei maschi) dotate di unghie importanti con le quali si aggrappano agevolmente a tronchi e rami. Gli occhi, nelle femmine, hanno iride bruno scura.
Nonostante abbiano zampe corte, le anatre spose sono in grado di camminare piuttosto velocemente sul terreno. Il loro battito d'ali è veloce, il movimento delle ali genera fischi sommessi e il volo, rapido e agile, tra gli alberi è aiutato, nelle manovre, dalla coda, che è larga e quadrata. Queste anatre sono capaci di scendere in picchiata, calandosi in modo quasi verticale, in piccoli stagni e laghetti di bosco «atterrando» con sonori spruzzi.
Gli occhi sono, in proporzione, piuttosto grandi per poter vedere nella penombra degli ambienti in cui vivono. I giovani hanno colorazione simile alle femmine. I giovani maschi si distinguono precocemente dalle giovani femmine per la maggior estensione del bianco a livello del sottogola.

## Biologia

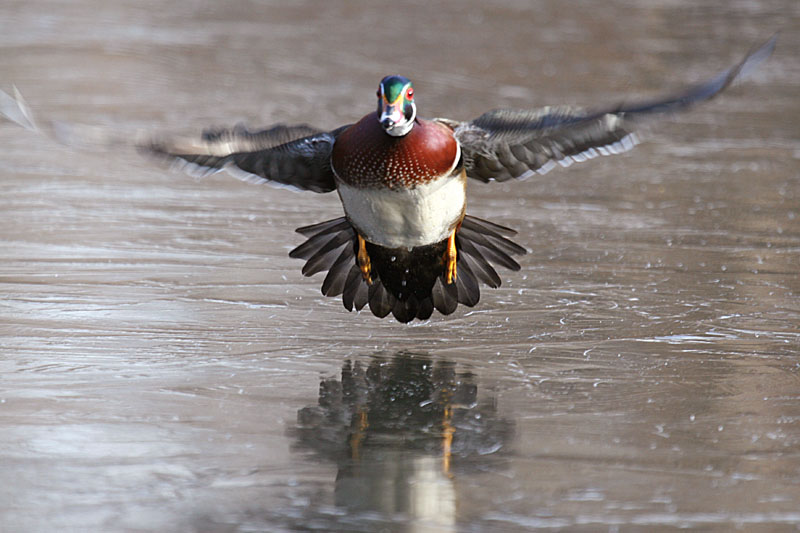
Maschio in fase di atterraggio.

Le coppie iniziano a formarsi in autunno-inverno; il legame di coppia è piuttosto forte (è facile vedere i partner scambiarsi effusioni e grattini reciproci con il becco) e può talvolta estendersi oltre la stagione riproduttiva.
I maschi di anatra sposa, durante il corteggiamento, sollevano il lungo ciuffo che in questo modo assume il doppio del volume a riposo e contemporaneamente ruotano le teste da un lato all'altro esibendo e mostrando gli splendidi e variegati colori brillanti. La competizione per la conquista delle femmine può essere intensa. Questa specie è una delle prime anatre americane ad assumere la livrea nuziale in autunno così come una delle prime ad assumere la livrea d'eclisse. In primavera i maschi di anatra sposa rimangono in continuo contatto vocale con i conspecifici emettendo versi molto bassi e quasi impercettibili.
Le femmine allarmate, invece, emettono degli strilli in crescendo oppure dei forti cr-r-ek-cr-r-ek. Questi forti vocalizzi, emessi dalle femmine, sono vantaggiosi negli habitat a visibilità ridotta a causa dell'abbondante vegetazione in cui vivono con le covate. Queste anatre volano con la testa alta e il becco leggermente inclinato verso il basso. Di natura diffidente, l'anatra sposa può diventare confidente quando non disturbata, in particolare nei corsi d'acqua tranquilli e riparati presenti nei parchi urbani. Negli ambienti selvatici, a causa dello sconfinamento e isolamento forestale in cui vivono, non tendono a socializzare con altre specie acquatiche.
Durante il giorno ama riposare su rami o strutture emergenti dall'acqua. Durante gran parte dell'anno, le anatre spose non in riproduzione formano grandi congregazioni d'individui che si riuniscono in ampi siti comuni caratterizzati da acque poco profonde e da coperture vegetali anche piuttosto scarse; in questi ambienti alcuni posatoi comunitari possono venire occupati anche da alcune migliaia di individui. Le anatre, in questi ambienti, al tramonto volano in piccoli stormi dai luoghi di alimentazione ai posatoi notturni ove trascorrono la notte. Alle prime ore dell'alba compiono il volo inverso.
Le anatre spose, in Nordamerica, sono sia migratrici che stanziali.

### Alimentazione
Questa specie è maggiormente attiva la mattina presto e la sera. La sua alimentazione è onnivora: si nutre di una vasta gamma di vegetali; la predazione di insetti, girini, anfibi, piccoli pesci e piccoli animaletti è particolarmente importante per le femmine e i loro piccoli in accrescimento. In autunno e inverno si nutrono in prevalenza di ghiande, castagne, faggiole e noci.

### Riproduzione

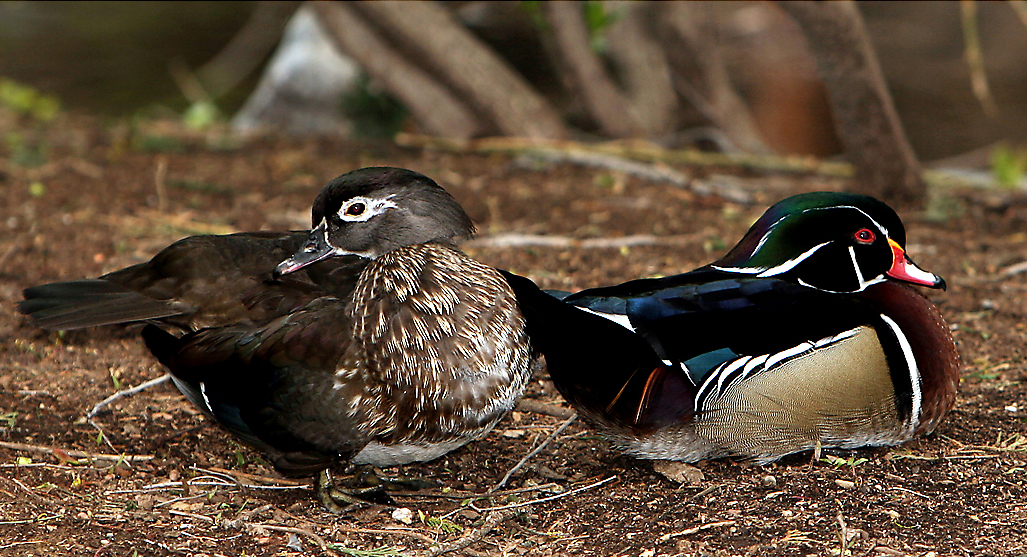
Coppia di anatre spose.

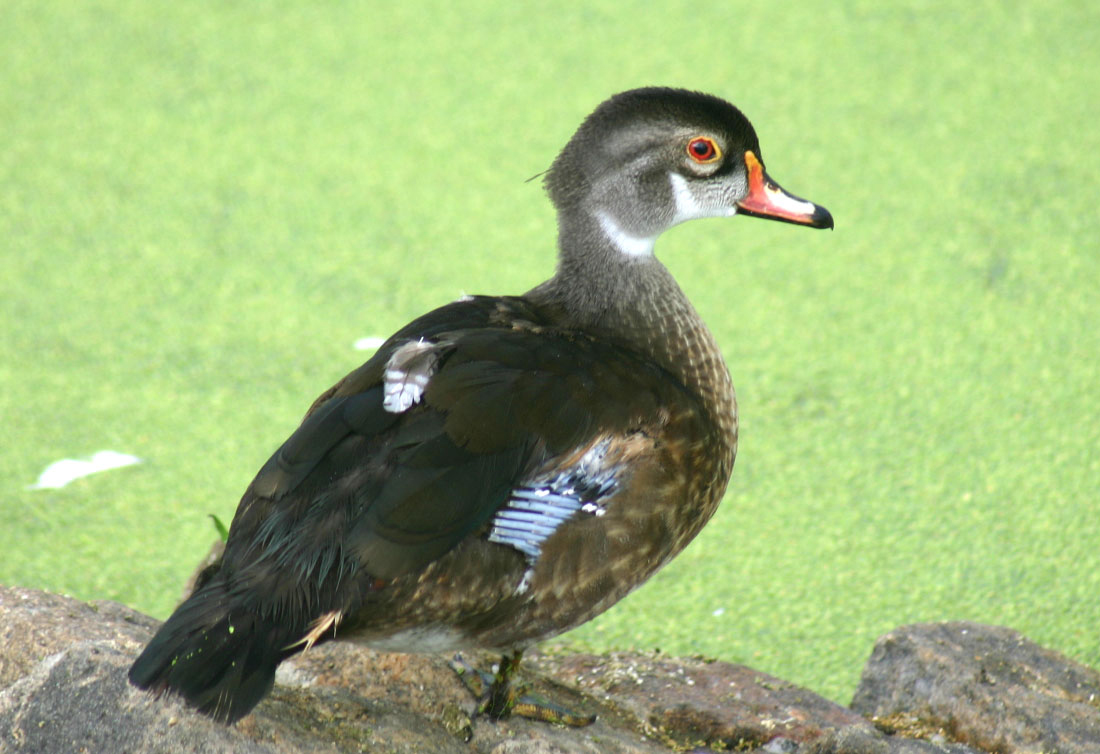
Maschio in fase di eclissi.

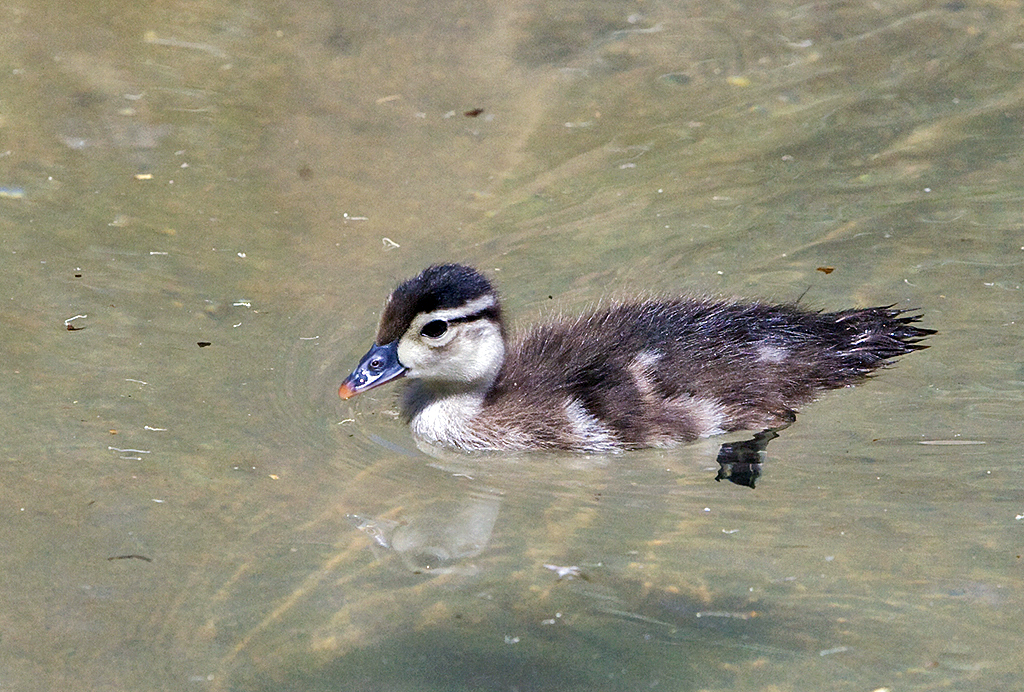
Un anatroccolo.

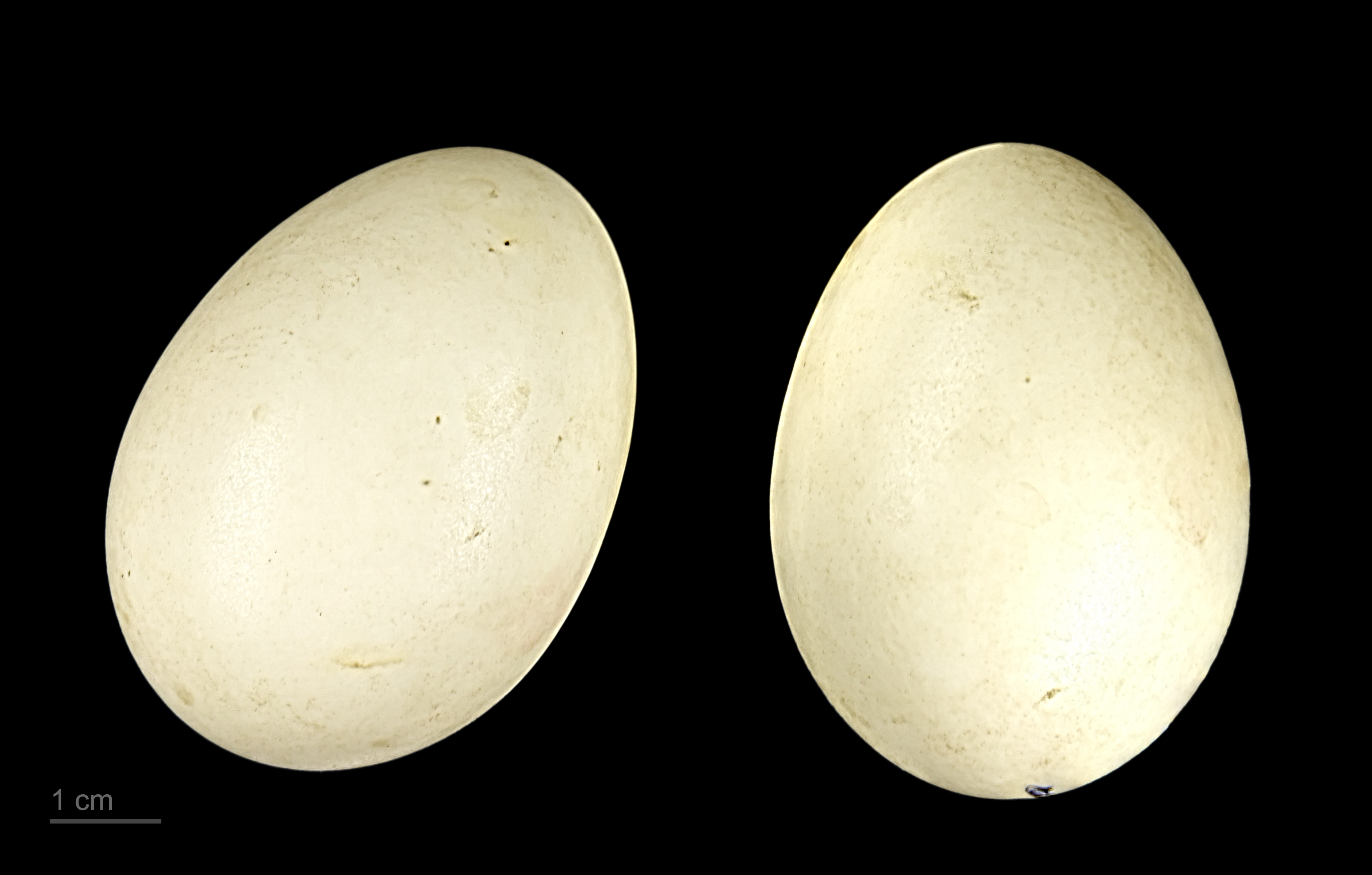
Aix sponsa

Le coppie migranti arrivano a inizio primavera, in marzo o aprile, negli ambienti più nordici in cui si riproducono, dopo che il ghiaccio si è sciolto negli stagni e nelle paludi frequentate. Le coppie che si riproducono a sud dell'areale, negli stessi mesi primaverili, possono avere già i piccoli in quanto depongono a inizio febbraio.
Le femmine di anatra sposa nidificano anche nei nidi dei picchi pileati (Dryocopus pileatus) (e, in passato, nei nidi del picchio becco d'avorio, Campephilus principalis). Entrambi i componenti della coppia scavano e adattano il nido alle proprie esigenze anche se è la femmina a scegliere la cavità idonea dove deporre. I nidi possono essere posti fino a 20-25 metri d'altezza e non è insolito vedere queste anatre appese anche verticalmente aggrappate con le unghie e appoggiate con la coda, come picchi, in prossimità di fori. Qualsiasi cavità nei tronchi e nei rami degli alberi più svariati è molto ricercata per la realizzazione del nido.
I nidi con fori d'ingresso piccoli sono preferiti al fine di impedire l'ingresso dei procioni (Procyon lotor). Altri temibili mangiatori d'uova, e che non possono essere fermati neppure dai fori piccoli, sono i serpenti. Le anatre spose, alla ricerca dei siti di nidificazione, hanno sovente l'abitudine di entrare anche nei camini delle abitazioni potendovi rimanere intrappolate; nelle regioni dove questo fenomeno è sviluppato è bene controllare i camini al fine di evitare morti inutili. La specie compete, per i siti di nidificazione, con lo storno comune (Sturnus vulgaris) e con i picchi, che possono arrivare a nutrirsi di parte del contenuto delle uova delle anatre.
I nidi possono essere ubicati anche a notevole distanza dall'acqua (anche più di un chilometro), ovviamente ciò costituisce un rischio aggiunto per gli anatroccoli che sono costretti a una lunga marcia per raggiungere l'acqua; in questi casi intere covate vanno facilmente perse. La specie non è fortemente territoriale e i nidi, se i siti sono idonei, possono essere realizzati anche vicini tra di loro. Le uova vengono deposte in nidi ben imbottiti di materiale e di piumino che la femmina si strappa dal ventre.
Le uova, piuttosto grandi, hanno forma tondeggiante (lato acuto poco acuto), dimensioni leggermente variabili e colorazione crema-beige traslucida. Le uova sono molto simili a quelle della congenere anatra mandarina (anche se forse quelle della mandarina son in media leggermente ancora più grandi). La covata è costituita da 7-15 uova, ma non è insolito trovare, nello stesso nido, anche più uova frutto di parassitismo intraspecifico; se il nido contiene troppe uova la cova viene compromessa e il nido è spesso abbandonato.
L'incubazione dura circa 30-33 giorni e, se la covata viene distrutta, la femmina ridepone in una differente cavità. I neonati, molto simili ai piccoli dell'anatra mandarina, ma più scuri, si lanciano dal nido incitati dai vocalizzi delle madri uscite dal nido. Sono le femmine a occuparsi dei piccoli per i due mesi necessari al raggiungimento dell'indipendenza, anche se i maschi rimangono generalmente con le femmine per gran parte della cova (più delle altre specie di anatre del Nordamerica): fino all'inizio della schiusa o talvolta oltre. L'anatra sposa è l'unico uccello acquatico nordamericano in grado di effettuare, nell'areale più meridionale, più di una covata all'anno e in questi casi le femmine possono abbandonare i piccoli a un mese d'età per dedicarsi a una successiva covata. I procioni costituiscono la più grande minaccia per le uova, gli anatroccoli e anche per le femmine in cova.
Altri predatori di anatroccoli sono gli alligatori, i serpenti, i ratti, le tartarughe palustri e le rane toro (Lithobates catesbeianus). Gli anatroccoli sono molto vispi e veloci e sono in grado di immergersi agevolmente alla ricerca del cibo o per sfuggire ai predatori.
I principali predatori delle anatre adulte sono il gufo della Virginia (Bubo virginianus), il visone americano (Neovison vison), il procione (Procyon lotor), la volpe rossa (Vulpes vulpes), la volpe grigia (Urocyon cinereoargenteus), l'alligatore (Alligator mississippiensis) e il serpente dei ratti nero (Pantherophis obsoletus).

## Distribuzione e habitat

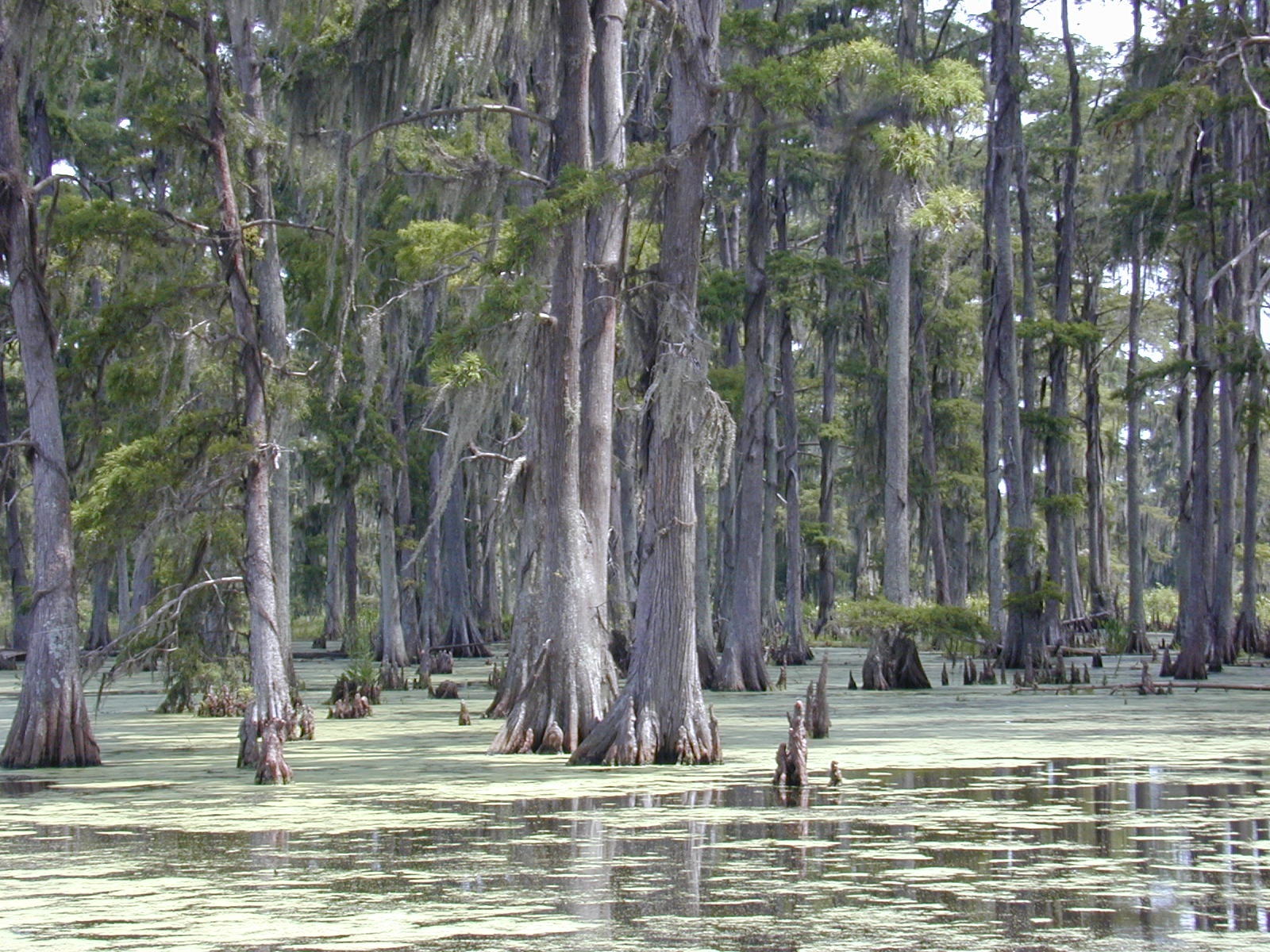
Palude di cipressi calvi in Louisiana, uno degli habitat prediletti di questa specie.

L'anatra sposa è originaria di un'ampia fascia centrale, non continuativa, del Nordamerica; più precisamente il suo areale si estende attraverso il Nordamerica orientale, la costa occidentale degli Stati Uniti, la Florida e il Messico occidentale, arrivando fino a Cuba; è svernante in California del sud e sulla costa messicana del Pacifico. Quest'anatra è residente tutto l'anno nelle parti più meridionali del proprio areale, mentre le popolazioni più settentrionali migrano verso sud in inverno. Alcuni esemplari sono stati osservati anche in Europa, ma si tratta di esemplari fuggiti alla cattività o liberati.
L'habitat di questa specie è costituito da laghetti, laghi poco profondi, stagni, paludi, piccole raccolte d'acqua appartate e fiumi a scorrimento lento. Vengono frequentati anche fiumi a scorrimento più veloce se scorrono in dense foreste di latifoglie. Questa specie, dalla nidificazione specializzata in cavità, dipende da ambienti boscosi provvisti d'acqua e dove sono presenti alberi maturi dotati di sufficienti cavità di idonee dimensioni per la nidificazione.

## Rapporti con l'uomo

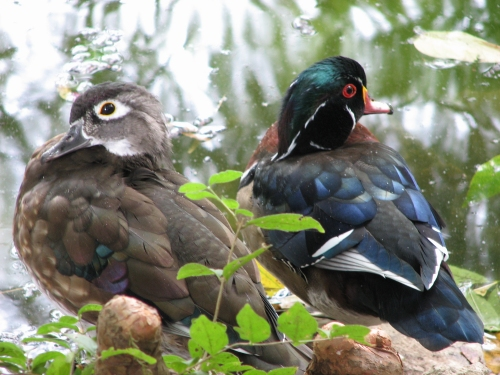
Coppia di anatre spose.

Nonostante l'anatra sposa sia uno degli uccelli acquatici nidificanti più numerosi degli Stati Uniti orientali, nei primi anni del XX secolo era invece molto rara.
Le grandi foreste di latifoglie sono state sistematicamente tagliate, sottraendo gli alberi maturi o vecchi ricchi di cavità idonee per la nidificazione di questa specie.
Ciò, abbinato al drenaggio delle zone umide, sono state le principali cause della passata rarefazione della specie.
L'anatra sposa, a livello selvatico, è stata addirittura considerata virtualmente estinta nel 1918.
Un successivo programma di costruzione e distribuzione di scatole-nido ha portato a un immediato e quasi miracoloso incremento della specie che è arrivata a contare 3,5 milioni di individui nel 1960.
La specie, a causa della perdita di habitat e dell'aumento della popolazione umana, ha registrato un calo: circa 1,4 milioni di esemplari negli anni '90.
Quest'anatra è molto apprezzata dagli allevatori ornamentali di tutto il mondo, presso i quali è una delle specie maggiormente allevate anche con differenti mutazione di colore ottenute in cattività. La prospettiva di vita dell'anatra sposa è di circa 15 anni.